# 18750 Leonidakimov
18750 Leonidakimov este un asteroid din centura principală de asteroizi.

## Descriere
18750 Leonidakimov este un asteroid din centura principală de asteroizi. A fost descoperit pe 10 aprilie 1999 la Stația Anderson Mesa în cadrul programului LONEOS. Asteroidul prezintă o orbită caracterizată de o semiaxă mare de 2,61 ua, o excentricitate de 0,24 și o înclinație de 5,6° în raport cu ecliptica.